# Radikal (Zeitschrift)
Die radikal ist eine am 18. Juni 1976 erstmals in West-Berlin erschienene Zeitschrift, die sich selbst als Sprachrohr der linken bzw. linksradikalen Bewegung versteht. Die Zeitung war in den 1980er und 1990er Jahren das auflagenstärkste und wahrscheinlich einflussreichste Blatt der Autonomen Bewegung. Zwischen 1984 und 1997 wurden gegen die Zeitschrift 210 Ermittlungsverfahren wegen Bildung einer terroristischen Vereinigung geführt, womit sie die am häufigsten von kriminalistischen Ermittlungen und Strafverfahren betroffene Zeitschrift der Bundesrepublik Deutschland war. Die Zeitschrift wurde ab 1984 anonym und konspirativ herausgegeben und erscheint unregelmäßig. Seit den 2000er Jahren erschien die Zeitschrift teilweise über längere Zeiträume nicht.

## Geschichte

### Start und erste Ermittlungsverfahren
Die Zeitschrift begann mit einem offenen Konzept und öffentlichen Redaktionstreffen. Die Erstausgabe startete mit einer Auflage von 3000 Exemplaren. Ein erstes Ermittlungsverfahren gegen die Zeitschrift begann 1978 aufgrund des Abdrucks des verbotenen Mescalero-Briefs, in dem unter anderem „klammheimliche Freude“ für den Mord an Generalbundesanwalt Siegfried Buback geäußert wurde. Weitere folgten, u. a. wegen des Abdrucks von Bekennerschreiben sowie von Bauanleitungen für Unkonventionelle Spreng- und Brandvorrichtungen. Die Zeitschrift galt als Sprachrohr der Hausbesetzer-Szene und wurde bundesweit verbreitet.
Das damalige Redaktionskollektiv beschrieb den eigenen Anspruch folgendermaßen:

„Die 68er Opas haben immer noch nicht begriffen, daß wir nicht für die Öffentlichkeit kämpfen, sondern für uns. Und zwar nicht gegen einen „Mißstand“, sondern für ein selbstbestimmtes Leben in allen Bereichen. Autonomie aber subito!“

### Solidarisierung und Verhaftung
Ab 1981 solidarisierten sich zahlreiche Gruppen mit der Zeitschrift und traten offiziell als Herausgeber auf. Dazu gehörten unter anderem die AKW-Gruppe Wedding, die Initiative gegen den Hochsicherheitstrakt bis hin zur Alternativen Liste Berlin oder der taz. 1982 begann ein weiteres Ermittlungsverfahren wegen „Werbung für eine terroristische Vereinigung“, da Texte der Revolutionären Zellen in der Zeitschrift abgedruckt wurden. Der Student Michael Klöckner und der Journalist Benny Härlin wurden am 13. Juni 1983 festgenommen, da sie mit auf der Herausgeberliste standen. Konkrete Beteiligung am Erscheinen der Zeitschrift oder gar an der Publikation der Texte war ihnen allerdings nicht nachzuweisen. Eine Solidaritätskampagne unter Mitwirkung unter anderem von der Bundestagsfraktion der Grünen, der Kreuzberger SPD, Günter Grass und Hans Magnus Enzensberger, bildete sich. Die beiden Herausgeber, Klöckner und Härlin, wurden zu zweieinhalb Jahren Haft verurteilt, allerdings 1984 für die Grünen ins Europaparlament gewählt, so dass sie die Strafen nicht antreten mussten. Das Urteil wurde erst 1989 durch den Bundesgerichtshof aufgehoben (Aktenzeichen 3 StR 278/89).
Ab 1984 erschien die radikal anonym, nur über Postfachadressen in der Schweiz oder den Niederlanden erreichbar, per Post verschickte Exemplare wurden auch über das Ausland versendet. Als größtes und bekanntestes Blatt dieser Art hatte sie deswegen insbesondere bei den Autonomen Zulauf, da in der radikal Artikel veröffentlicht wurden, die so in anderen Publikationen nicht möglich waren. Zu dieser Zeit hatte sie eine Auflage von 6.000 Exemplaren, konnte allerdings weit mehr Menschen über die Verbreitung in WGs, Infoläden, politischen Gruppen und ähnlichem erreichen. In späteren Jahren schätzte die Bundesanwaltschaft die Druckauflage auf 4.000 bis 5.000 Stück, wovon teilweise über die Hälfte beschlagnahmt wurde, andererseits wurden zahlreiche Exemplare auch über in Deutschland angefertigte Fotokopien verbreitet.
Bekannt wurde die radikal vor allem durch die frühe Nutzung des Internets. Die Bundesanwaltschaft versuchte die in den Niederlanden gehostete Seite sperren zu lassen, trat dadurch aber eine Solidaritätskampagne los, die unter anderem auch von der Electronic Frontier Foundation gestützt wurde. Die juristischen Auseinandersetzungen um die Website der radikal zogen sich noch viele Jahre hin.

### Staatsaktion vom 13. Juni gegen „radikal“, „AIZ“, „K.O.M.I.T.E.E.“ und „RAF“
Am 13. Juni 1995 erfolgte eine bundesweite Razzia mehrerer Hundertschaften gegen 50 Personen und Organisationen, um das weitere Erscheinen der Zeitung zu verhindern. Begründet wurde der Polizeieinsatz auch mit Fahndungen nach der Antiimperialistischen Zelle, dem K.O.M.I.T.E.E. und einer Person, der Mitgliedschaft in der Rote Armee Fraktion unterstellt wurde.

### Dokumentation kriminalisierter Texte
Auf dem Höhepunkt der behördlichen Verfolgung 1997 gegen das weiter klandestin, mit Postadresse in den Niederlanden, erscheinende Zeitungsprojekt, gaben zahlreiche namhafte Persönlichkeiten und Organisationen eine Dokumentation mit kriminalisierten Texten heraus. Zu den Herausgebern gehörten unter anderem Elmar Altvater, Bundesvorstand der Vereinigung demokratischer Juristinnen und Juristen, Bundesvorstand der Fachgruppe Journalismus der IG Medien, Redaktion Cilip – Bürgerrechte und Polizei, Jutta Ditfurth, Peter Grottian, Margit Mayer, Jens Mecklenburg, Wolf-Dieter Narr, Norman Paech, Bodo Zeuner sowie zahlreiche weitere Rechtsanwälte, Wissenschaftler, Journalisten und Abgeordnete.
Die Herausgeber erklärten im Vorwort der Broschüre

„Unabhängig ob wir den Inhalt der Zeitschrift gutheißen oder ablehnen, wenden wir uns entschieden gegen den wiederholten Versuch, eine mißliebige Publikation zum Schweigen zu bringen. […] Die Auseinandersetzung um publizierte Thesen – auch, wenn sie die Gesellschaftsform kritisieren – darf und soll nicht mit staatlicher Repression geführt werden.“

### Im neuen Jahrtausend
Nachdem die letzte Ausgabe der radikal fünf Jahre zurücklag, erschien im Jahr 2004 eine neue Ausgabe. Im Sommer 2005 wurde die 158. Ausgabe publiziert. Seit dem Erscheinen der letzten zwei Ausgaben gab es jedoch mehrere Durchsuchungen, wobei mehrere hundert Ausgaben beschlagnahmt wurden. Zum Ende 2006 erschien eine neue Ausgabe „30 Jahre radikal“, in der die Geschichte des Projektes und der linken Bewegung reflektiert wird.
2009 bis 2012 erschienen fünf weitere Ausgaben. Als Herausgeber trat ein Redaktionskollektiv Revolutionären Linke (rl) auf. Im Mai 2013 durchsuchte die Bundesanwaltschaft Räume von neun Personen, gegen die wegen Herausgabe der radikal und Mitgliedschaft in den Revolutionären Aktionszellen ermittelt.